# Lidia Simões
Lidia Simões (* 1912 in Manaus; † 1985) war eine brasilianische Pianistin. Sie machte sich insbesondere als Interpretin des Klavierwerks des brasilianischen Komponisten Mozart Camargo Guarnieri (1907–1993) einen Namen.

## Leben
Lidia Simões (später Lidia Simões Prado) wurde 1912 in Manaus und begann schon als kleines Kind, Klavier zu spielen. Die Familie zog zu Beginn der 1920er Jahre nach São Paulo. Dort besuchte das Conservatório Dramático e Musical, wo sie von der Pianistin Victória Serva Pimenta (1878–1943) unterrichtet wurde. Die Zeitungen von Paulista berichteten schon ab 1923 über Konzerte mit Simões, in denen sie virtuose Klavierwerke wie z. B. La Campanella und die Ungarische Rhapsodien Nr.10 von Franz Liszt, die 3. Ballade op. 47 in As-Dur von Frédéric Chopin, Beethovens Waldsteinsonate und Louis Moreau Gottschalks Große Triumphfantasie über die brasilianische Nationalhymne aufführte. Nach Abschluss ihres Studiums nahm Simões in den 1930er Jahren Unterricht bei José Kliass. 1949 nahm sie mit 28 weiteren Pianisten beim Chopin Recording Contest in Rio de Janeiro teil und belegte den zweiten Platz. Die Teilnahme am Wettbewerb erfolgte durch Einreichung einer von den Pianisten speziell für den Wettbewerb angefertigte Aufnahme von Frédéric Chopins 4. Ballade f-moll.
Prägend für den Werdegang von Simões war die Begegnung mit dem brasilianischen Komponisten Mozart Camargo Guarnieri Anfang der 1940er Jahre. Sie nahm bei diesem zunächst Unterricht in Musiktheorie und musikalischer Ästhetik und spezialisierte sich später auf sein Klavierwerk. Simões wirkte bei vielen Uraufführungen seiner Klavierwerke als Pianistin mit, und darüber hinaus sind ihr auch viele seiner Werke gewidmet, z. B. sein Konzert für Klavier und Orchester Nr. 2 (1946) und Variações sobre um tema nordestino (dt.: Variationen über ein nordöstliches Thema) für Klavier und Orchester (1953).
Simões nahm im Jahre 1956 ihre einzige Schallplatte auf, die sich ausschließlich dem Werk Camargo Guarnieris widmete. Die Aufnahme enthält seine Sonatina Nr. 3, Estudos Nr. 1 und Nr. 3, Valsa Nr. 4, Ponteio Nr. 19 und Choro Torturado.
Es finden sich keinerlei Hinweise auf ein musikalisches Wirken von Simões nach 1963.

## Privates
Lidia Simões war verheiratet mit Agenor Prado, den sie vermutlich Anfang der 1930er Jahre heiratete. Mit ihm hatte sie zwei Kinder: Octavio Simões Prado und Maria Lucia Simões Prado.

## Diskografie
- Música Brasileira Vol.5. Produziert vom brasilianischen Außenministerium in Zusammenarbeit mit dem brasilianischen Klassik-Radiosender MEC FM (Sinter SLP-5; 1956[4])